# Dicranomyia (Dicranomyia) auripennis
Dicranomyia (Dicranomyia) auripennis is een tweevleugelige uit de familie steltmuggen (Limoniidae). De soort komt voor in het Australaziatisch gebied.